# Kalliosaaret (ö i Lappland)
Kalliosaaret är en ö i Finland. Den ligger i sjön Soudunjärvi och i kommunen Posio i den ekonomiska regionen  Östra Lapplands ekonomiska region  och landskapet Lappland, i den norra delen av landet, 700 km norr om huvudstaden Helsingfors. Öns största längd är 90 meter i nord-sydlig riktning. Notera att namnet antyder att det är fråga om flera öar.

## Klimat
Trakten ingår i den boreala klimatzonen. Årsmedeltemperaturen i trakten är −4 °C. Den varmaste månaden är juli, då medeltemperaturen är 15 °C, och den kallaste är januari, med −16 °C.